# Franopol (województwo mazowieckie)
Franopol – wieś sołecka w Polsce położona w województwie mazowieckim, w powiecie łosickim, w gminie Sarnaki. 
Wierni Kościoła rzymskokatolickiego należą do parafii św. Stanisława Biskupa i Męczennika w Sarnakach.
Miejscowość leży przy drodze krajowej nr 19 w odległości 2,5 km na północ od Sarnak. W odległości około 1 km (drogą w kierunku Sarnak) przebiega dwutorowa linia kolejowa nr 31 Siedlce – Siemianówka z przystankiem Sarnaki. W centrum wsi mieszkańcy Franopola pracując społecznie wybudowali boisko i miejsce na ognisko.
W latach 1975–1998 miejscowość administracyjnie należała do województwa bialskopodlaskiego. 

## Działalność społeczna
Stowarzyszenie Franopol Sosnowa Kraina – organizacja powstała 26 czerwca 2014. Tworzy ją 16 mieszkańców wsi Franopol.
Działalność organizacji skierowana jest na wielopokoleniową animację i aktywizację lokalnej społeczności dla dobra wspólnego, niosąc kulturalny i społeczny rozwoju lokalnego środowiska z uwzględnieniem poprawy jakości życia. Propaguje uwrażliwienie na piękno otaczającej przyrody przez edukację oraz promuje aktywność fizyczną na świeżym powietrzu. Zasięgiem swym obejmuje przede wszystkim mieszkańców wsi Franopol, mieszkańców gminy Sarnaki i ościennych miejscowości ich rodziny, znajomych zaproszonych gości.
Organizacja dysponuje placem sportowo-edukacyjnym Franopol Sosnowa Kraina. Aktywnie pozyskuje środki zewnętrzne na działalność statutową.